# Роман (Румыния)
Роман (рум. Roman) — город в современной Румынии, в жудеце Нямц, на реке Молдава, недалеко от её слияния с рекой Серет.
Роман находится на севере исторической области Западная Молдавия, в 46 километрах от города Пьятра-Нямц, на высоте 185 метров над уровнем моря.

## История
В некоторых источниках сказано что населённый пункт назван в честь молдавского господаря Романа I. А среди первых поселенцев города Роман, из числа греков, римлян, готов, славян, угров, хазар и так далее, в конце XIX столетия, было несколько евреев, и их дома были лучшими в этом столичном городе.
В 1541 году, в городе Молдавского княжества (господарства) был построен православный кафедральный собор.
В 1859 году, на 86 139 жителей города был 5 651 еврей.
На конец XIX столетия, окружной город (столица округа Роман), и в нём была развита значительная торговля с Галацем. На 1890 год в нём проживало 14 157 жителей обоего полу. А в 1895 году, в нём проживало 20 500 жителей.
На начало XX столетия, в 1909 году, в городе проживало 15 000 жителей. Была железнодорожных линий Роман — Бухарест.
Согласно данным переписи 2016 года, население  муниципия Роман составляло 70 665 человек. Это второй по величине населения город жудеца, после города Пьятра-Нямц, являющего административным центром жудеца Нямц.

## Персоналии
- Миро́н Кости́н (рум. Miron Costin, 1633—1691) — молдавский летописец, поэт и политический деятель.
- Михаил Жора (1891—1971), румынский дирижёр — родился в Романе
- Страт, Ион (1836—1879) — румынский государственный и политический деятель, юрист, педагог, ректор Ясского университета Александру Иоана Куза
- Михай Флореску (1912—2000) — румынский политический и государственный деятель.
- Серджиу Челибидаке (1912—1996), немецкий дирижёр румынского происхождения — родился в Романе
- Виорика Агарич (1886—1979) — в годы Второй мировой войны председатель отделения Красного Креста в Романе; за спасение евреев причислена к Праведникам Мира.

## Города побратимы
- Терранова-да-Сибари (с 2002 года)
- Тилт (с 5 июля 2009 года)
- Кортона (с 4 октября 2009 года)
- Грульяско (с 21 мая 2010 года)
- Гедера
- Единец (с 17 мая 2011 года)
- Каменец-Подольский (с 25 ноября 2011 года)
- Дилижан (с 17 мая 2012 года)[12]
- Штефан-Водэ (с 17 мая 2013 года)
- Сунчхан (с 24 октября 2013 года)

## Галерея

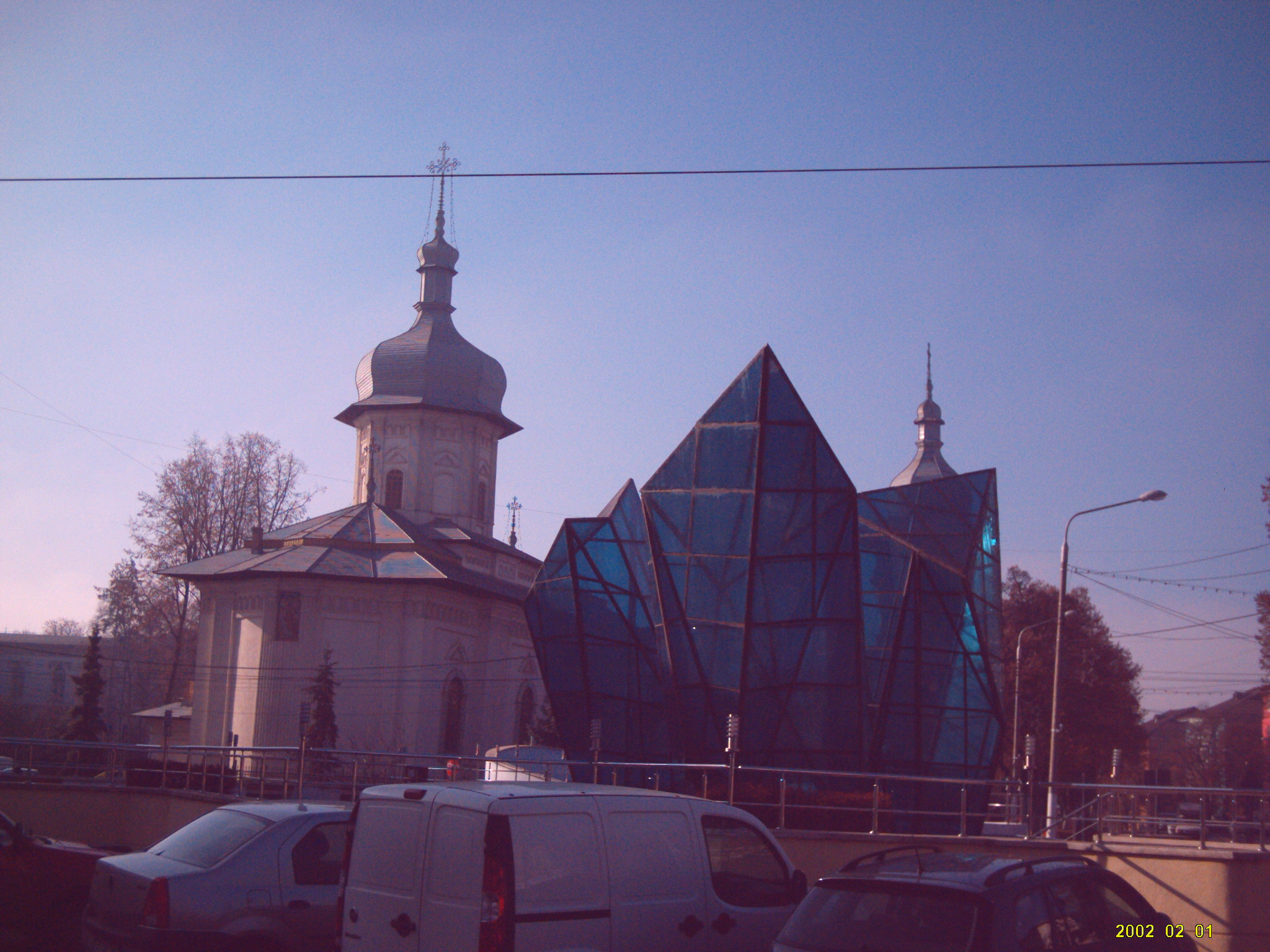
Церковь.
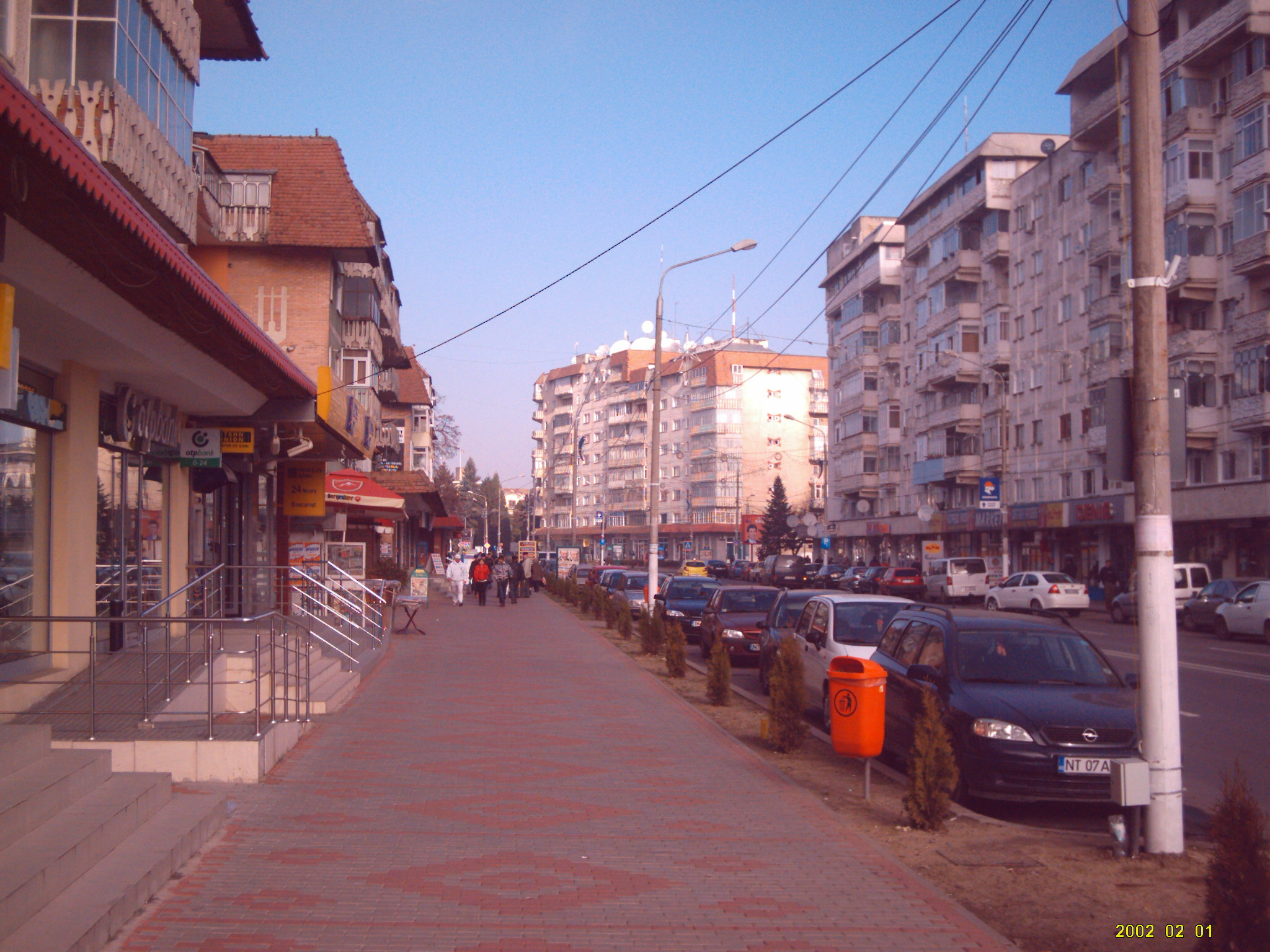
Центр Романа.
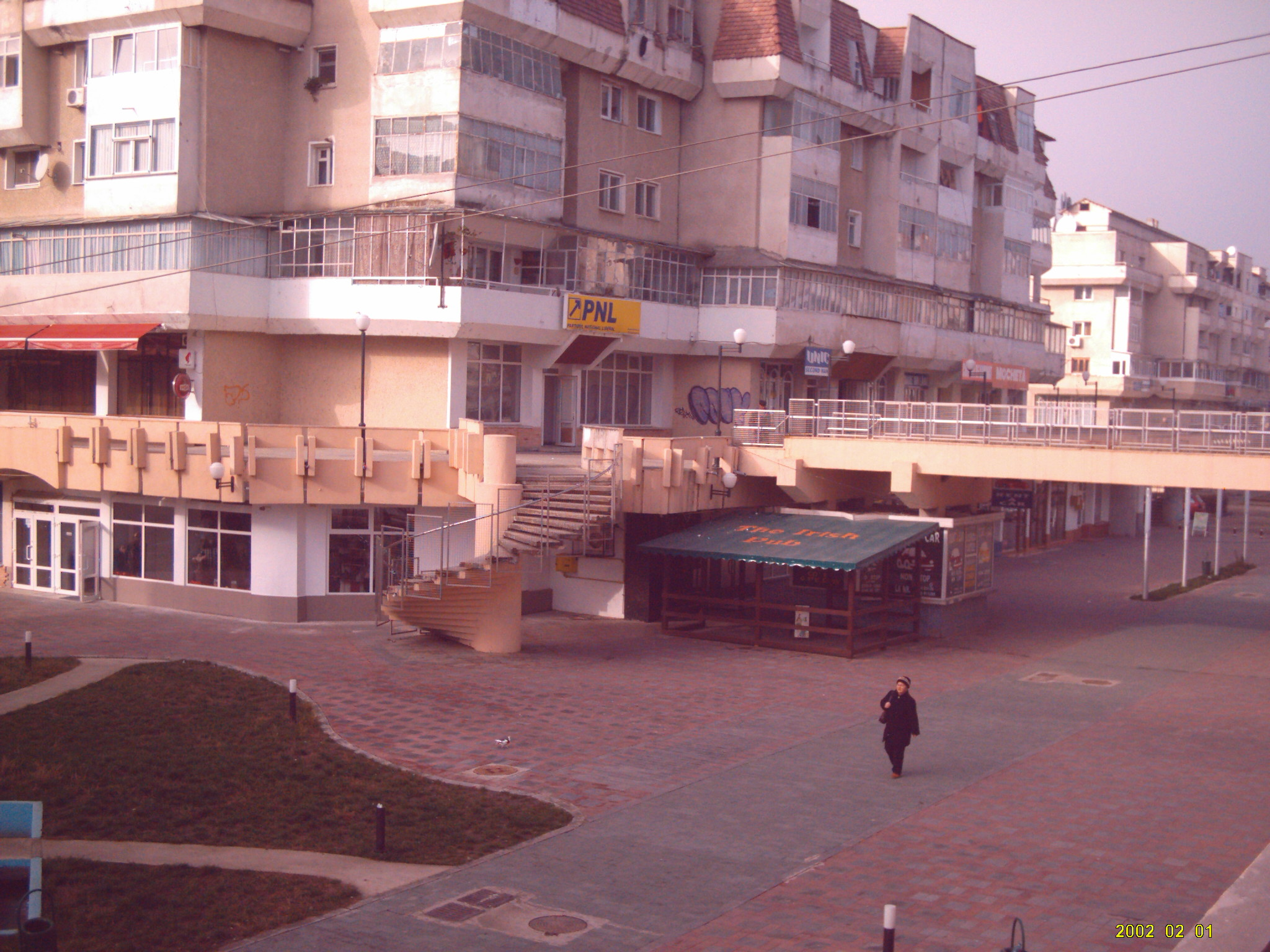
Пешеходная улица.